# Кийша Грей
Кийша Грей (на английски: Keisha Grey) е американска порнографска актриса, родена на 9 юни 1994 г. в Тампа, щата Флорида, САЩ.

## Кариера
Дебютира като актриса в порнографската индустрия през август 2013 г., когато е на 19-годишна възраст.
През 2014 г. се снима в шоукейс филма „Кийша“, в който прави първите си сцени с блоубенг (фелацио на множество мъже) и с тройка с двама мъже. Същата година участва в първата си междурасова секс сцена, снимана за уебсайта Blacked.
Тя е едно от четирите момичета, включени заедно с Джеймс Дийн в националната рекламната кампания на наградите XBIZ и е трофейно момиче на церемонията на 15 януари 2015 г. в Лос Анджелис. Същата година прави дебютната си сцена с анален секс във филма „Big Anal Asses 3“ с партньор Мануел Ферара, а в „Генгбенг на мен 2“ снима първата си генгбенг сцена и първата си сцена с двойно проникване.
През 2016 г. е включена в списъка „Мръсната дузина: най-големите звезди на порното“ на телевизионния канал CNBC.

## Награди
Носителка на награди
- 2014: NightMoves награда за най-добра нова звезда (избор на авторите).[7]
- 2016: AVN награда за най-добра сцена с групов секс – „Генгбенг на мен 2“ (с Мик Блу, Ерок Евърхард, Джеймс Дийн, Джон Джон и Джон Стронг).[8]
- 2016: NightMoves награда за най-добри гърди (избор на феновете).[9]

Номинации
- 2015: Номинация за AVN награда за най-добра нова звезда.[10]
- 2015: Номинация за XBIZ награда за най-добра нова звезда.[2]